# Europejska Wspólnota Historycznych Strzelców
Europejska Wspólnota Historycznych Strzelców (EGS, z niem. Europaeische Gemeinschaft Historischer Schuetzen) – powstała 25 czerwca 1955 r. w Akwizgranie jako europejski związek strzelecki. Jest organizacją strzelców historycznych i ma charakter ponadnarodowy bez jakiejkolwiek orientacji politycznej.
Jako organizacja zrzeszająca 25 federacji oraz związków działa w obszarze Europy podzielonym na 5 regionów:
- Region I – Europa Środkowa/Północna: Niemcy na północ od Menu
- Region II – Europa Środkowa/Południowa: Niemcy na południe od Menu, Austria, Szwajcaria, Liechtenstein
- Region III – Europa Północna/Zachodnia: Holandia, Dania, Wielka Brytania, Norwegia, Szwecja, Finlandia
- Region IV – Europa Południowa/Zachodnia: Belgia, Luksemburg, Francja, Hiszpania, Portugalia, Włochy, San Marino, Grecja
- Region V – Europa Wschodnia: Polska, Węgry, Słowacja, Czechy, Estonia, Łotwa, Rosja, Ukraina itp.

EGS realizuje wytyczone sobie cele min. poprzez organizowanie raz na 3 lata Europejskich Spotkań Historycznych Strzelców, których ważnym punktem programu jest rywalizacja strzelecka min. o tytuł "Europejskiego Króla Strzelców".
W ciągu ponad 50-letniej historii EGS, w ostatnich latach (w roku 2003 i 2006) laur ten dwukrotnie wywalczyli strzelcy z Polski.